# Импрегнација
Импрегнација је процес натапања чврстих материјала растворљивим солима, воском, уљима и другим супстанцама како би се учинили отпорним на влагу, труљење, инсекте и др.

## Импрегнација дрвета
Један од најчешћих поступака је импрегнација у парном котлу катранским уљем каменог угља које се производи индустријски и које дубоко продире у структуру дрва, па се тако постиже изванредно заштитно деловање. Тако импрегнирано дрво се може употребити као материјал за ограде, греде и неке конструкције. Веома је отпорно на воду (кишницу) и може се изложити директном контакту са земљом. Ипак, дрво импрегнирано катранским уљем каменог угља или супстанцама које садрже хром се не употребљава у просторијама или на дечјим игралиштима.
Импрегнација са хромом (зелене је боје) је неотровна за људе, али може изазвати алергијске реакције код дужег непосредног додира коже и импрегнираног дрвета.
Уколико се импрегнирани дрвени елементи накнадно мењају (буше се или режу, на пример) онда се та места морају заштитити прикладном дебелослојном бојом или специјалном пластичном фолијом. На тај начин се постиже трајна заштита од атмосферских утицаја и напада гљивица. Пре коришћења заштитних средстава дрво мора бити суво и без трулих делова, а пожељно је и да буде глатко избрушено. Треба уклонити и сива места. Ивице морају бити заобљене како би се и на овим местима постигла потребна дебљина слоја. Након тога треба брижљиво уклонити пиљевину, земљу и сличне нечистоће јер оне могу садржавати споре гљивица.
Против штеточина које се хране дрветом делотворне су хемикалије, али је довољно и то да се нападнути комад намештаја постави близу грејног тела. Тако ће ларве инсеката, као што је мртвачка глава угинути, јер им не одговарају суви услови. Постоји и могућност термичке обраде дрвета коју као услуге пружају специјализована предузећа. Највећа предност ове методе је што се не користе отровне супстанце. За мање предмете могућа су разна решења: загревање у пећници на 55 °, загревање на сунцу тако што се предмет умота у црну фолију, па чак и загревање у сауни. За затварање рупа које су направили инсекти, може да послужи специјалан восак у различитим бојама, па прави избор боје неће пореметити дизајн намештаја. Ова метода осим што омогућава трајно затварање, доприноси и учвршћивању дрвета. Користе се и разне пасте и супстанце на бази воска. Восак за дрво затвара и разне огреботине, што је превентивна заштита дрвених површина од нечистоћа и даљих механичких утицаја. За ово се користе и лакови, како у боји, тако и безбојни.
Врло често ова средства имају етикете које упозоравају на опасности, као што су: отровно, запаљиво, иритирајуће итд. Зато је при раду потребна заштитна одећа и наочари, као и гумене рукавице. Уколико упркос томе супстанца дође у додир са кожом или очима, потребно је та места испрати, а потом потражити лекарску помоћ. При томе је неопходно лекару показати паковање или етикету (видети S-ознаке и R-ознаке). Деца не смеју да имају приступ средствима за импрегнацију дрвета.